# Telescopio a specchi multipli
I telescopi a specchi multipli sono strumenti astronomici che funzionano con lo stesso principio di base di un telescopio a riflessione semplice.

## Funzionamento
La variante a specchi multipli e un telescopio semplice sta nel fatto che il primo, al posto di uno Specchio primario sfrutta la riflessione di più specchi che convogliano la luce ad uno specchio secondario (o ai relativi specchi secondari che inclinati in maniera ottimale e pertinente convogliano i fasci di luce ad un unico fuoco) il quale conduce il fascio di luce al fuoco del telescopio.
Tale configurazione rende fattibile la realizzazione di telescopi professionali a riflessione con aperture considerevoli; aperture diametricali della superficie riflettente altrimenti impossibile da raggiungere con la costruzione di uno specchio singolo, il quale si piegherebbe su se stesso richiedendo una taratura apposita e continuamente differente, delle ottiche. ogni qualvolta si debba usare il telescopio , 

## Esempi di telescopi
Un noto telescopio a specchi multipli è l'MMT dell'omonimo osservatorio costruito sul Monte Hopkins, in Arizona, adibito ad uso civile a seguito del termine della guerra fredda. Questo telescopio conta ben sei specchi da 1,82 metri di diametro, per superficie riflettente totale equivalente ad uno specchio del diametro di 4,45 metri.

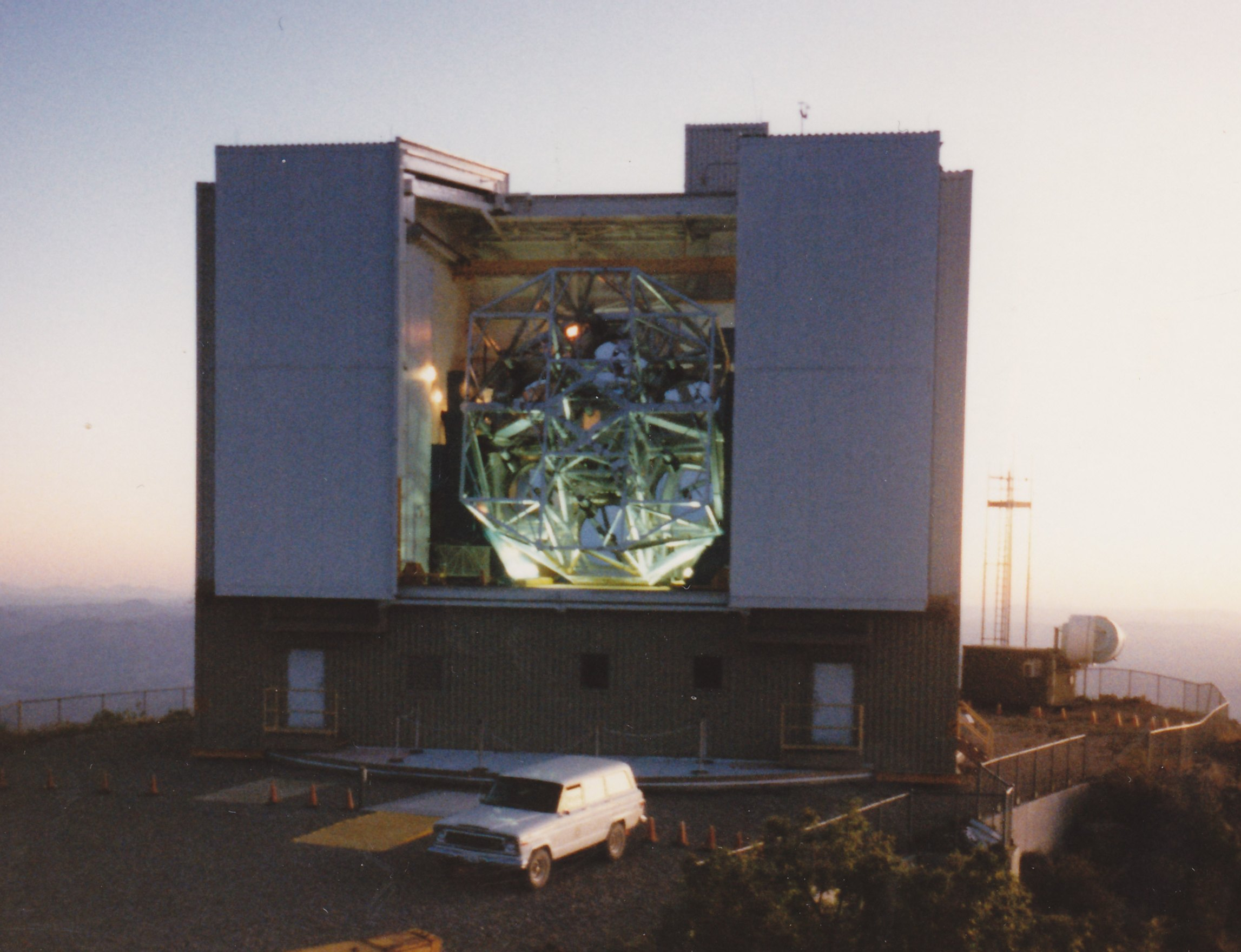
Il telescopio MMT nel 1981

Successivamente tale telescopio è stato convertito a specchio singolo per un equivalente in superficie riflettente di uno specchio dal diametro di 6,5 metri, permettendo così un incremento di raccolta della luce 2,13 volte maggiore rispetto alla precedente configurazione. Lo sviluppo dello specchio primario è stato permesso grazie alla tecnologia dei telescopi a ottica attiva.
Questi telescopi sono composti da uno specchio primario di grandi dimensioni e molto sottile (oltre che dallo specchio secondario avente la solita funzione) che sotto le continue sollecitazione di centinaia di pistoni elettromeccanici correggono continuamente la propria posizione mantenendo così la taratura ideale; i pistoni sono mossi automaticamente da elaboratori matematici.